# Eustochium
Święta Eustochium, właśc. Julia (ur. ok. 368 w Rzymie, zm. 419 w Betlejem) – córka św. Pauli Rzymianki, dziewica i ascetka, święta Kościoła katolickiego.
Eustochium, bo tak nazywano zdrobniale Julię, była córką możnej patrycjuszki Pauli i Toksacjusza oraz świętą uczennicą św. Hieronima ze Strydonu. Informacje o niej pochodzą z korespondencji św. Hieronima.
Około 384 złożyła śluby wieczystej czystości. Była współzałożycielką czterech żeńskich klasztorów w okolicach Betlejem.
Jej wspomnienie liturgiczne obchodzone jest, za Martyrologium Rzymskim, 28 września.